# Mort
Mort je vezni materijal koji se stvara miješanjem osnovnog veziva (kao što su cement
ili razne vrste vapna), vode i agregata/pijeska. Osnovna razlika između maltera i betona, osim u vezivima (tj. za beton rabimo samo cemente, a za maltere sva veziva i kombinacije istih) je u agregatu koji se rabi.
Mort može sadržavati i određene dodatke

## Proizvodnja maltera
Za proizvodnju maltera rabimo granulat (do 4 mm) koji se miješa s vezivom, primjerice anhidrit i gips.
Malteri dobivaju nazive prema vrsti veziva koja se u njemu rabe. Primjerice krečni malteri nastaje uporabom kreča kao osnovnog veziva. To su uglavnom malteri niske čvrstoće koji se rabi za oblaganje.
Hidraulički malteri nastaju uporabom hidrauličnog veziva, npr. cementa ili hidrauličkog kreča. To su malteri veće čvrstoće te se, pored oblaganja, rabe i u konstruktivne svrhe.

### Kemijska formula
Prema kemijskoj formuli mort nastaje kao:
Ca(OH)2 + CO2  -->  CaCO3 + H2O

## Mehanička čvrstoća
Mehanička čvrstoća maltera potiče od njegovih vezivnih materijala. Najčvršći su malteri, koji su namijenjeni konstruktivnim zahvatima od cementa ili hidrauličkog kreča.

## Vanjske poveznice
- gfos.unios.hr